# Викио (Пиза)
Викио (итал. Vicchio) је насеље у Италији у округу Пиза, региону Тоскана.
Према процени из 2011. у насељу је живело 18 становника. Насеље се налази на надморској висини од 65 м.